# Metallochlora meeki
Metallochlora meeki là một loài bướm đêm trong họ Geometridae.